# Germán Ferreyra
Germán Julio César Ferreyra (González Catán, provincia de Buenos Aires, Argentina, 13 de enero de 1996) es un futbolista argentino. Juega de centrocampista y su equipo es el Melbourne City F. C. de la A-League.

## Trayectoria
Surgido de las inferiores de Boca Juniors, en el año 2014 es contratado por Vélez Sarsfield jugando primeramente en las reservas y al año siguiente forma parte del primer equipo, tras no tener muchas oportunidades parte el año 2016 a Arsenal de Sarandí, acá tampoco tuvo muchas posibilidades de jugar, por lo que fue cedido al Unión La Calera de Chile, siendo esta su primera experiencia internacional en clubes.

## Selección nacional

### Selección argentina sub-17
En abril de 2013 participó del sudamericano Sub-17 en la provincia de San Luis donde se consagró campeón.
Posteriormente Ferreyra fue convocado por el entrenador Humberto Grondona para jugar el Mundial Sub-17 con la selección argentina sub-17 que se disputó en Emiratos Árabes Unidos a partir del 17 de octubre, en dicho certamen Ferreyra anotó el segundo gol en la victoria 3-2 frente a la selección de Austria en la fase de grupos, Argentina llegó a semifinales del torneo, pero cayó con México por 3-0 y en la disputa del tercer lugar fue derrotado por Suecia por 4-1, por lo cual se quedó con el cuarto puesto del Mundial Sub-17.

### Participaciones con la selección
| Torneo                   | Sede      | Resultado     |
| ------------------------ | --------- | ------------- |
| Sudamericano Sub-17 2013 | Argentina | Campeón       |
| Copa Mundial Sub-17 2013 | EAU       | Cuarto puesto |

### Selección argentina sub-20
Ferreyra fue preseleccionado para el sudamericano Sub-20 a disputarse en Uruguay, sin embargo el técnico Humberto Grondona decidió desafectarlo.
También fue parte de la preselección para el Mundial Sub-20 disputando algunos amistosos previos, finalmente no fue nominado para la cita mundialista.

## Clubes
| Club                      | País      | Año       | Partidos | Goles |
| ------------------------- | --------- | --------- | -------- | ----- |
| C. A. Vélez Sarsfield     | Argentina | 2015      | 2        | 1     |
| Arsenal de Sarandí        | Argentina | 2016      | 3        | 1     |
| Unión La Calera           | Chile     | 2016-2017 | 23       | 3     |
| Arsenal de Sarandí        | Argentina | 2017-2018 | 19       | 1     |
| Racing Club de Montevideo | Uruguay   | 2019      | 16       | 0     |
| F. C. Akron Tolyatti      | Rusia     | 2020-2021 | 13       | 0     |
| F. C. Yenisey Krasnoyarsk | Rusia     | 2021-2024 | 85       | 4     |
| Melbourne City F. C.      | Australia | 2024-     | 25       | 2     |

## Palmarés

### Campeonatos nacionales
| Título   | Club                 | País      | Año  |
| -------- | -------------------- | --------- | ---- |
| A-League | Melbourne City F. C. | Australia | 2025 |

### Campeonatos internacionales
| Título              | Club (*)            | Sede      | Año  |
| ------------------- | ------------------- | --------- | ---- |
| Sudamericano Sub-17 | Selección argentina | Argentina | 2013 |

(*) Incluyendo la selección.